# Helios NATURA
Helios NATURA（ヘリオス・ナチュラ）はチェコ、Nature's Enterprises Inc.（ネイチャーズ・エンタープライゼス・インク）が有するナチュリストビデオおよび出版物のブランド名。

## 概説
正式名はHelios NATURA COLLECTION（ヘリオス・ナチュラ・コレクション）。
チェコのヌーディストビーチ、コロニー、もしくは一般家庭などのナチュリスムの様子を収録したものが主となっている。
作品の多くは特定のイベントを収録したものとなっており、具体的にはミスコンテストや体育祭、ヨガ教室、キャンプ大会、クリスマス会、誕生日会などがあげられる。
撮影機材や録音機材、その他オーサリングツールには余りよいものを使っているとは言えないと見られ、同業他社の作品と比較すると画質は悪い。また、作品の構成、編集にも拙さが見られ、一つの場面が冗長であったり、逆に状況描写や結果的な場面を描かずに次々とめまぐるしく画面が変わったりすることも特徴としてあげられる。反面、他の同業に見られるような演出的なものは殆ど見られず、やらせを含めた「作られた映像」といったものは無い。
なお、過去にはheliosnatura.comのドメイン名を有し、公式サイトを公開していたが、現在はドメイン自体が失効し、サイトは事実上消滅している。

## 組織構成
ENATURE.NET（RussianBare.com）グループに属し、Helios NATURAブランド以外も含めたNature's Enterprises Inc.の著作物はENATURE.NETが販売を取り扱っている。